# Doreen Miller
Pour les articles homonymes, voir Miller.
Doreen Miller (née Feldman, 13 juin 1933-21 juin 2014) est une femme politique britannique du Parti conservateur .

## Biographie
Miller obtient un LLB en 1957 à la London School of Economics .
Miller est nommée membre de l'Ordre de l'Empire britannique (MBE) dans les honneurs du Nouvel An 1990 pour ses services aux droits des femmes. Elle est créée un pair à vie le 14 octobre 1993 en tant que baronne Miller de Hendon, de Gore dans le quartier londonien de Barnet.
Elle est whip du gouvernement de 1994 à 1997 et whip de l'opposition de 1997 à 1999. De 1995 à 1997, elle est porte-parole du gouvernement pour la santé et de 1996 à 1997 pour l'éducation et l'emploi.
La baronne Miller est présidente de l'association caritative Attend  (alors National Association of Hospital and Community Friends) de 1998 à 2003. Lorsqu'elle prend sa retraite en 2003, elle est nommée vice-présidente et occupe ce poste jusqu'à sa mort en 2014.
À partir de 2002, elle est vice-présidente du groupe Israël. Elle siège également au comité d'information de la Chambre des lords et à un sous-comité de l'UE .